# Microphyllium pusillulum
Microphyllium pusillulum is een insect uit de orde Phasmatodea en de  familie Phylliidae. De wetenschappelijke naam van deze soort is voor het eerst geldig gepubliceerd in 1934 door Rehn & Rehn.